# 90's
『90's』（ナインティーズ）は、PASSENGERSのミニカバーアルバム。

## 概要
PASSENGERSがセルフプロデュースで行った唯一の作品。大野美樹が全曲の洋楽カバー曲の日本語詞を担当した。

## 批評
CDジャーナルは「みんな知ってるロックのスタンダードをPASSENGERS流にアレンジするとジェファーソン・エアプレインは自殺しちゃうヤングの歌になってしまった。カバーものミニアルバムの気楽さで肩の力が抜けた」と評した。

## 収録曲
1. Somebody to Love
2. Go Your Own Way
3. I Feel Free
4. Sister Golden Hair
5. Can't Get Enough

## レコーディング参加
- 大野美樹 - ボーカル、ギター
- 森永淳哉 - ギター、コーラス
- 松原剛 - ベース、コーラス
- 水梨隆 - ドラム、コーラス
  - 月光恵亮 - コーラス (#3)
  - 内田勘太郎 - ギター (#5)[1][2]